# 江城镇 (玉溪市)
江城镇，是中华人民共和国云南省玉溪市江川区下辖的一个镇。地处江川县北部，东临抚仙湖与路居镇接壤，南临星云湖与前卫镇和安化彝族乡毗邻，西与昆明市晋宁县六街乡、晋城镇接壤，北与澄江县相连，镇人民政府南距县城18千米，北距省会昆明市80千米。

## 行政区划
江城镇下辖以下地区：
江城社区、隔河社区、孤山村、左卫村、大地村、黄营村、白家营村、陈家湾村、云岩村、温泉村、侯家沟村、龙街村、西河村、海门村、三百亩村、明星村、牛摩村、尹旗村、翠峰村、桐关村和祁家营村。
明星村、三百亩村、牛摩村、孤山村、隔河村5个行政村由澄江市托管。

## 中国传统村落
2013年8月，海门村被评为第二批中国传统村落。